# Лоренсо, Рут
Рут Лоренсо Паскуаль, более известная как Рут Лоренсо (исп. Ruth Lorenzo; род. 10 ноября 1982 года, Мурсия, Испания) — испанская певица, известная по участию в 5 сезоне шоу «The X Factor» в 2008 году, которая также представляла Испанию на конкурсе песни «Евровидение 2014», с песней «Dancing in the Rain». Рут заняла 10-е место.

## Карьера

### 2008: The X Factor
В 2008 Рут приняла участие в 5 сезоне шоу The X Factor UK. На тот момент в жюри были Саймон Коуэлл, Данни Миноуг, Шерил Коул и Луи Уолш. На первом прослушивании она спела «(You Make Me Feel Like) A Natural Woman» чем и впечатлила судей и прошла в следующий этап шоу. Пройдя оба прослушивания в тренировочном лагере, вместе с другими участниками из категории «25+» Рут поехала в Сан Тропе выступать перед своим наставником Данни Миноуг. После выразительного выступления с песней «True colors» на испанском языке Миноуг решила взять её в свою финальную тройку в прямые эфиры. На первом прямом эфире она спела «Take me breath away» на английском и испанском. Она получила положительные отзывы, особенно от Саймона Коуэлла, который пожелал ей больше петь на испанском. Но все же на следующей неделе она спела «I Just Can’t Stop Loving You» на английском и попала в нижнюю двойку, где ей пришлось петь «Purple Rain», чтобы остаться в проекте. И она прошла дальше. На пятой неделе прямых эфиров она опять попала в нижнюю двойку и опять смогла остаться в проекте. На восьмой неделе шоу она осталась последним представителем категории «25+» Данни Миноуг и, набрав наименьшее количество зрительских голосов, покинула шоу.

### 2009-10: After The X Factor
Лоренсо выступала на концертах в Великобритании и Ирландии в декабре 2008 и январе 2009. В феврале и марте 2009 она присоединилась к другим финалистам пятого сезона и приняла участие в X Factor Live tour. Также она была номинирована на 3 награды Digital Spy Reality TV Awards. Рут подписала контракт со звукозаписывающей студией Virgin Records 6 мая 2009.

### 2014 - настоящее время: "Евровидение 2014" и Planeta Azul
В феврале 2014 года TVE выбрал Рут в качестве одного из пяти кандидатов представлять Испанию на конкурсе "Евровидение 2014". Она выиграла финал национального отбора и отправилась на Евровидение. В финале Рут заняла 10 место.
Её дебютный альбом был выпущен 27 октября 2014 года. Альбом содержит 13 новых песен и "Dancing in the rain" с Евровидения. Заглавным синглом стала песня "Gigantes" выпущенная 7 октября (клип появился 22 октября).

## Дискография

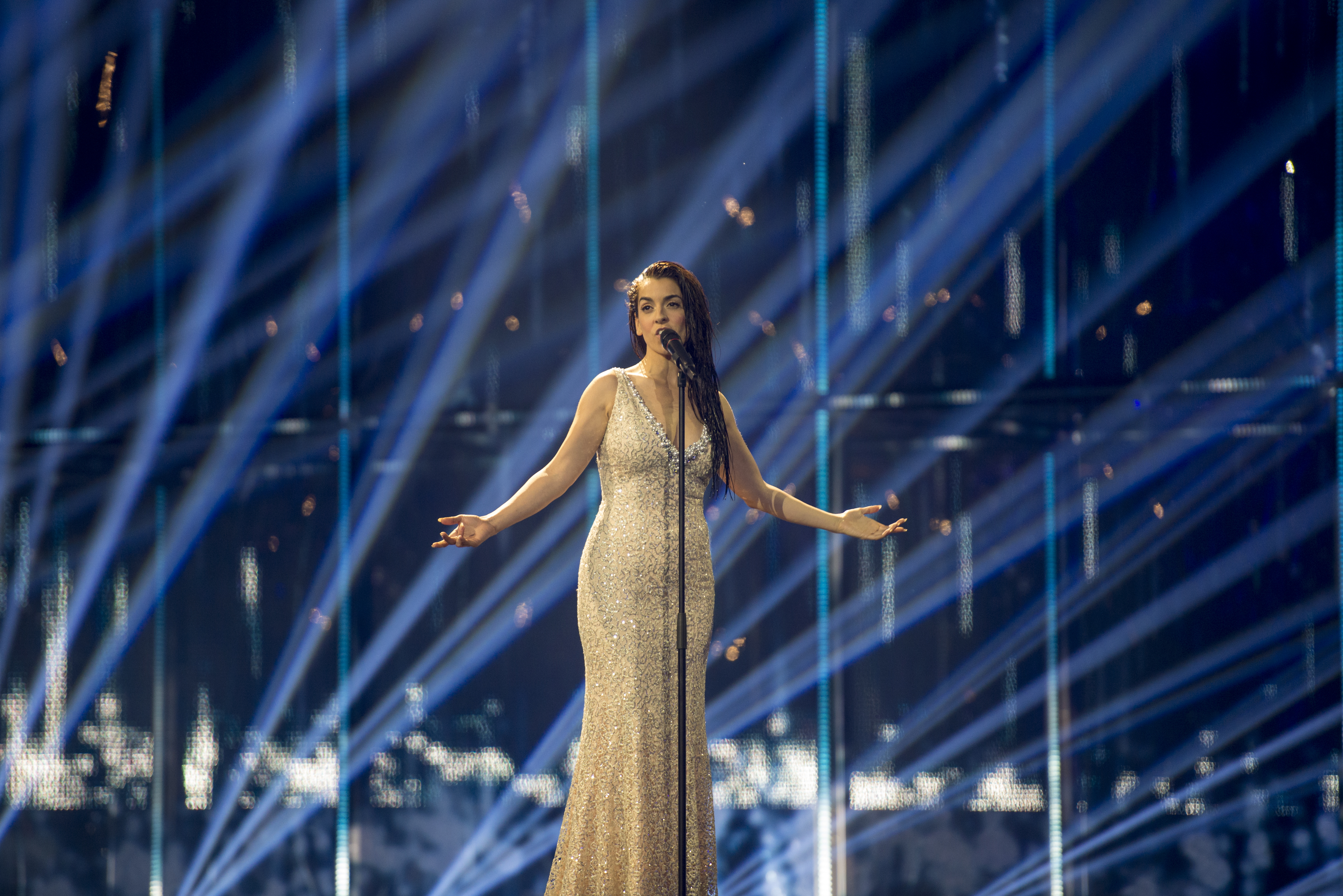
Рут в финале Евровидения-2014

### Студийные альбомы
| Planeta Azul                                                               | - Дебютный студийный альбом - Выход: 2014 - Лейбл: Roster Music | 3 | — |
| Loveaholic                                                                 | - Выход: 2018 - Лейбл: Raspberry Records                        | 9 | — |
| "—" обозначает песни, которые при выходе в данной стране не попали в чарт. |                                                                 |   |   |

### Синглы
| 2010                                                                       | «Eternity»                                              | —  | — | — | Single promocional                        |
| 2011                                                                       | «Burn»                                                  | 16 | — | — | Burn                                      |
| 2013                                                                       | «The Night»                                             | —  | — | — | The Night                                 |
| 2013                                                                       | «Love Is Dead»                                          | —  | — | — | Love is dead                              |
| 2013                                                                       | «Pain» (сторона B)                                      | —  | — | — | Love is dead                              |
| 2014                                                                       | «Dancing In The Rain»                                   | —  | — | — | Dancing in the rain                       |
| Избранные синглы                                                           |                                                         |    |   |   |                                           |
| 2008                                                                       | «Hero» (with The X Factor Finalists)                    | —  | 1 | 1 |                                           |
| 2012                                                                       | «Fall to Fly» (совместно с The Osmonds и Софией Осмонд) | —  | — | — | Can't Get There Without You (The Osmonds) |
| "—" обозначает песни, которые при выходе в данной стране не попали в чарт. |                                                         |    |   |   |                                           |